# Orde van de Afrikaanse Bevrijding

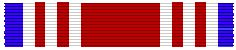
Lint

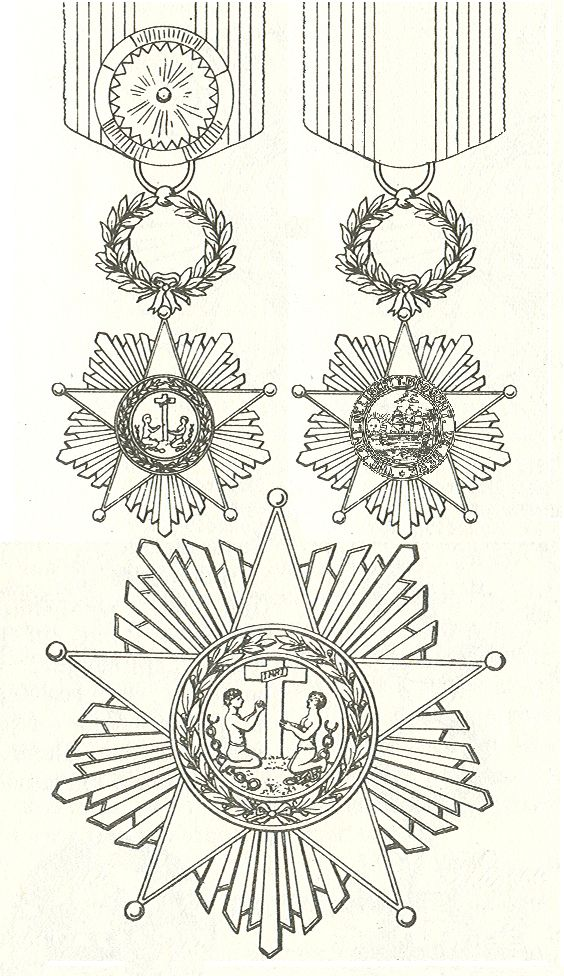
Voor- en keerzijde van het officierskruis en de ster

De Liberiaanse Orde van de Afrikaanse Bevrijding (Engels:"Order of African Redemption") werd op 13 januari 1879 gesticht. De heren en dames van deze ridderorde hebben als ordegemeenschap de plicht liefdadigheid te bedrijven en de beschaving te bevorderen. Daarom heet de Orde ook wel "Weldadige Liberiaanse Orde van de Afrikaanse Bevrijding".
De Orde kwam in de plaats van de oudere Liberiaanse "Lone Star Medal".

## De drie graden van de Orde
- Grootcommandeur

De Grootcommandeurs dragen een kleinood aan een breed lint over de rechterschouder en de grote ster van de Orde op de linkerborst.
- Ridder-Commandeur

De Ridders-Commandeur, men zou van Grootofficieren kunnen spreken, dragen het kleinood aan een lint om de hals en een kleinere maar verder identieke ster.
- Officier

De Officieren dragen een kleinood aan een smal lint met rozet op de linkerborst.
De versierselen van de Orde
Het kleinood is een witte vijfpuntige ster met gouden ballen op de punten en gouden stralen in de armen, en hangt aan een rood lint met een blauwe en drie witte strepen aan iedere zoom. Op de ster is een medaillon gelegd met de afbeelding van biddende negers met gebroken ketenen onder een kruis. Op de keerzijde staat het Liberiaanse wapen met de spreuk "The love of freedom brought us here".
Zie ook Ridderorden in Liberia